# Laguna Beach (Florida)
Laguna Beach ist ein census-designated place (CDP) im Bay County im US-Bundesstaat Florida. Das U.S. Census Bureau hat bei der Volkszählung 2020 eine Einwohnerzahl von 4.330 ermittelt. 

## Geographie
Laguna Beach liegt rund 15 km westlich von Panama City sowie 180 km westlich von Tallahassee an der Golfküste Floridas. Durch den CDP führen der U.S. Highway 98 (SR 30A) sowie die Florida State Road 30.

## Geschichte
Laguna Beach wurde 1935 nach der berühmten Stadt  Laguna Beach benannt, die in Kalifornien liegt. Joseph Broderick Lahan, ein Geschäftsmann aus Birmingham (Alabama), gilt als Begründer.

## Demographische Daten
Laut der Volkszählung 2010 verteilten sich die damaligen 3932 Einwohner auf 4607 Haushalte, davon sind die meisten als Zweitwohnsitz genutzte Ferienwohnungen. Die Bevölkerungsdichte lag bei 595,8 Einw./km². 91,8 % der Bevölkerung bezeichneten sich als Weiße, 1,1 % als Afroamerikaner, 1,2 % als Indianer und 0,8 % als Asian Americans. 2,4 % gaben die Angehörigkeit zu einer anderen Ethnie und 2,7 % zu mehreren Ethnien an. 5,8 % der Bevölkerung bestand aus Hispanics oder Latinos.
Im Jahr 2010 lebten in 22,2 % aller Haushalte Kinder unter 18 Jahren sowie 31,3 % aller Haushalte Personen mit mindestens 65 Jahren. 56,3 % der Haushalte waren Familienhaushalte (bestehend aus verheirateten Paaren mit oder ohne Nachkommen bzw. einem Elternteil mit Nachkomme). Die durchschnittliche Größe eines Haushalts lag bei 2,17 Personen und die durchschnittliche Familiengröße bei 2,66 Personen.
17,9 % der Bevölkerung waren jünger als 20 Jahre, 23,8 % waren 20 bis 39 Jahre alt, 31,0 % waren 40 bis 59 Jahre alt und 27,3 % waren mindestens 60 Jahre alt. Das mittlere Alter betrug 46 Jahre. 50,6 % der Bevölkerung waren männlich und 49,4 % weiblich.
Das durchschnittliche Jahreseinkommen lag bei 51.111 $, dabei lebten 12,1 % der Bevölkerung unter der Armutsgrenze.
Im Jahr 2000 war Englisch die Muttersprache von 97,03 % der Bevölkerung und spanisch sprachen 2,97 %.